# Walram III van Limburg
Walram III van Limburg (1180 – Cremona, 2 juli 1226) was hertog van Limburg en markgraaf van Aarlen van 1221 tot 1226, en mederegent van de graaf van Luxemburg van 1214 tot 1226. Hij wordt in 1198 vermeld als heer van Monschau.

## Geschiedenis
Hij was een zoon van Hendrik III van Limburg en Sophie van Saarbrücken. Als jongere zoon was hij niet voorbestemd om te erven van zijn vader. Hij had een avontuurlijke jeugd en nam in 1192 deel aan de Derde Kruistocht. In 1197 werd keizer Hendrik VI vermoord. Voor zijn opvolging waren er twee kandidaten: Filips van Zwaben en Otto van Brunswijk (de latere keizer Otto IV). Walram steunde aanvankelijk Filips, maar veranderde later van kant en schaarde zich achter Otto. Aan dit conflict kwam pas een einde in 1208 bij de dood Filips. In 1212 sloot hij zich aan bij zijn neef Hendrik I van Brabant in de strijd tegen de graaf van Gelre.
In 1214 werd hij de opvolger van zijn vader door de dood van zijn oudere broer, Hendrik van Wassenberg. In datzelfde jaar stierf Walrams eerste vrouw, Cunegonde. Walram III trouwde opnieuw met Ermesinde II van Namen, waardoor hij de iure uxoris graaf van Luxemburg werd. Ermesinde maakte nog steeds aanspraak op het graafschap Namen, waardoor Walram een kroon toevoegde aan zijn wapenschild om dit bezit aan te symboliseren. Ondanks het verdrag van 1199 waarbij Namen werd toegekend aan Filips I van Namen, ondernam Walram in 1214 en 1223 veldtochten in een vergeefse poging om het graafschap terug te winnen. Op 13 maart 1123 sloot hij een vredesverdrag met Filips I te Dinant.
Walram volgde in 1221 zijn vader op als hertog van Limburg. Hij voegde nu een tweede staart toe aan de leeuw op zijn wapenschild.
In 1224 ging hij op zestigjarige leeftijd mee met Keizer Frederik II naar Italië. Bij de terugkeer in 1226 overleed hij in Cremona, waarna zijn vrouw het bestuur overnam. Zijn grafzerk bevindt zich in de abdijkerk van Rolduc, op de middenas voor het priesterkoor in de oostelijke schiptravee. Dit is niet zijn oorspronkelijke grafmonument, nadat dit verwoest was, is rond 1715 het huidige zwartmarmeren exemplaar, verdiept onder een metalen rooster in de kerk aangebracht. Volgens de Annales Rodenses bevond zijn eerste grafmonument zich midden in de kerk, gedragen door zuilen.

## Huwelijken en kinderen
Hij was een eerste maal gehuwd met Cunegonde (-1214), dochter van Ferry I van Lotharingen. Uit dit huwelijk zijn de volgende kinderen bekend:
- Sophie, gehuwd met graaf Frederik van Altena-Isenberg. Hij werd de stamvader van het Duitse geslacht Limburg later de tak Limburg-Stirum en de tak Limburg-Broich.
- Mathilde, gehuwd met graaf Willem III van Gulik (zoon van Everhard van Hengenbach en Judith van Gulik),
- Hendrik IV (1195-1247), hertog van Limburg en graaf van Berg door huwelijk,
- Walram (-1242), heer van Monschau.

In 1214 huwde hij met Ermesinde II van Namen. Uit dit huwelijk zijn de volgende kinderen bekend:
- Catharina (-1255), in 1229 gehuwd met hertog Mattheus II van Lotharingen (-1251).
- Hendrik V van Luxemburg (1221-1281)
- Margaretha
- Gerard (-1276), graaf van Durbuy,

## Voorouders
| Voorouders van Walram III van Limburg | Voorouders van Walram III van Limburg                                                 | Voorouders van Walram III van Limburg                                                 | Voorouders van Walram III van Limburg                                                 | Voorouders van Walram III van Limburg                                                 | Voorouders van Walram III van Limburg                                                 | Voorouders van Walram III van Limburg                                                 | Voorouders van Walram III van Limburg                                                 | Voorouders van Walram III van Limburg                                                 |
| ------------------------------------- | ------------------------------------------------------------------------------------- | ------------------------------------------------------------------------------------- | ------------------------------------------------------------------------------------- | ------------------------------------------------------------------------------------- | ------------------------------------------------------------------------------------- | ------------------------------------------------------------------------------------- | ------------------------------------------------------------------------------------- | ------------------------------------------------------------------------------------- |
| Overgrootouders                       | Walram I 'Paganus' van Limburg (1085-1139) ∞1110 Jutta van Gelre (ca. 1095 - 1151)    | Walram I 'Paganus' van Limburg (1085-1139) ∞1110 Jutta van Gelre (ca. 1095 - 1151)    | Adolf van Saffenberg (1060-1129) ∞1122 Margarete von Rötz (–)                         | Adolf van Saffenberg (1060-1129) ∞1122 Margarete von Rötz (–)                         | ? (-) ∞ ? (–)                                                                         | ? (-) ∞ ? (–)                                                                         | ? (-) ∞ ? (–)                                                                         | ? (-) ∞ ? (–)                                                                         |
| Grootouders                           | Hendrik II van Limburg (1110-1167) ∞1136 Mathilde van Saffenberg (ca. 1113 -1145)     | Hendrik II van Limburg (1110-1167) ∞1136 Mathilde van Saffenberg (ca. 1113 -1145)     | Hendrik II van Limburg (1110-1167) ∞1136 Mathilde van Saffenberg (ca. 1113 -1145)     | Hendrik II van Limburg (1110-1167) ∞1136 Mathilde van Saffenberg (ca. 1113 -1145)     | Simon I van Saarbrücken (-) ∞ Mathilde van Sponheim (–)                               | Simon I van Saarbrücken (-) ∞ Mathilde van Sponheim (–)                               | Simon I van Saarbrücken (-) ∞ Mathilde van Sponheim (–)                               | Simon I van Saarbrücken (-) ∞ Mathilde van Sponheim (–)                               |
| Ouders                                | Hendrik III van Limburg (1131-1121) ∞1136 Sophie van Saarbrücken (ca. 1132 - na 1214) | Hendrik III van Limburg (1131-1121) ∞1136 Sophie van Saarbrücken (ca. 1132 - na 1214) | Hendrik III van Limburg (1131-1121) ∞1136 Sophie van Saarbrücken (ca. 1132 - na 1214) | Hendrik III van Limburg (1131-1121) ∞1136 Sophie van Saarbrücken (ca. 1132 - na 1214) | Hendrik III van Limburg (1131-1121) ∞1136 Sophie van Saarbrücken (ca. 1132 - na 1214) | Hendrik III van Limburg (1131-1121) ∞1136 Sophie van Saarbrücken (ca. 1132 - na 1214) | Hendrik III van Limburg (1131-1121) ∞1136 Sophie van Saarbrücken (ca. 1132 - na 1214) | Hendrik III van Limburg (1131-1121) ∞1136 Sophie van Saarbrücken (ca. 1132 - na 1214) |
| Walram III van Limburg (1180-1226)    |                                                                                       |                                                                                       |                                                                                       |                                                                                       |                                                                                       |                                                                                       |                                                                                       |                                                                                       |